# Stonehenge (tòa nhà)
Stonehenge là tòa nhà chung cư tọa lạc trên Đại lộ Đông thuộc khu Woodcliff, North Bergen, New Jersey nước Mỹ. Nằm liền kề với Công viên North Hudson, công trình này được khởi công vào năm 1967 trong quá trình xây dựng nhà cao tầng và ở độ cao 369 foot (112 m) là một trong những tòa nhà cao nhất trong khu vực này. Tòa nhà cao 34 tầng có 356 căn hộ và 5 tầng để xe trong nhà.

## Sự kiện Stonehenge

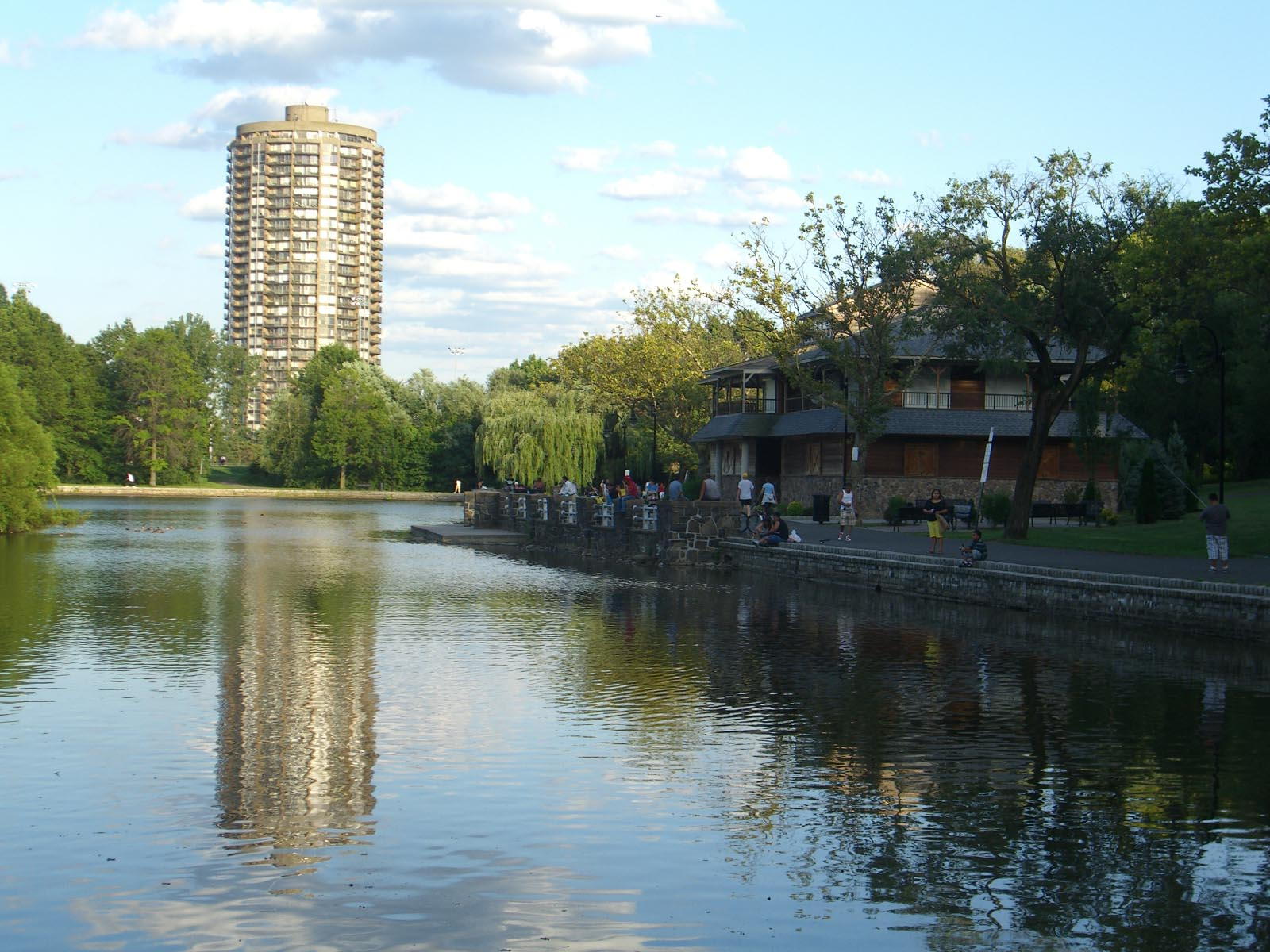
Công viên North Hudson nhìn về phía đông Stonehenge

"Sự kiện Stonehenge" hay "Vụ chứng kiến UFO ở Công viên North Hudson" xảy ra vào ngày 12 tháng 1 năm 1975. Theo lời kể của George O'Barski, trong lúc lái xe, ông chợt nghe thấy động tĩnh qua đài vô tuyến của mình và nhìn thấy ở Công viên North Hudson một "tàu vũ trụ" tròn, tối với những cửa sổ sáng lấp lánh đang lơ lửng trên mặt đất. Mười sinh vật nhỏ bé, đội mũ trùm đầu, mặc quần áo giống hệt nhau xuất hiện từ chiếc UFO, đào đất và cho mẫu vật vào cái túi trước khi quay trở lại phi thuyền. O'Barski bèn trở lại địa điểm này vào ngày hôm sau và tìm thấy vài cái lỗ đào còn mới. Nhiều tháng sau, O'Barski đem câu chuyện này kể lại với nhà nghiên cứu UFO Budd Hopkins và ông này cùng với các nhà nghiên cứu UFO khác đã tìm thấy những nhân chứng độc lập (bao gồm một người gác cửa tại Stonehenge), họ cũng kể lại là chính mắt mình đã nhìn thấy UFO. Vụ việc được Hopkins tường thuật trong tờ The Village Voice, cuốn sách Missing Time (Thời gian mất tích) năm 1981 của ông, và cả trên các tờ báo địa phương nữa.